# بادخورک بردفیلد
بادخورک بردفیلد (نام علمی: Apus bradfieldi) نام یک گونه از سرده بادخورک‌ها است.